# Улу-Єлан
Улу́-Єла́н (рос. Улу-Елан, башк. Олоялан) — присілок у складі Іглінського району Башкортостану, Росія. Входить до складу Лемезинської сільської ради.
Населення — 18 осіб (2010; 22 в 2002).
Національний склад:
- башкири — 95 %